# Faysville
Faysville és una concentració de població designada pel cens dels Estats Units a l'estat de Texas. Segons el cens del 2000 tenia 348 habitants.

## Demografia
Segons el cens del 2000, Faysville tenia 348 habitants, 95 habitatges, i 81 famílies. La densitat de població era de 144,5 habitants per km².
Dels 95 habitatges en un 49,5% hi vivien nens de menys de 18 anys, en un 68,4% hi vivien parelles casades, en un 14,7% dones solteres, i en un 13,7% no eren unitats familiars. En el 13,7% dels habitatges hi vivien persones soles el 9,5% de les quals corresponia a persones de 65 anys o més que vivien soles. El nombre mitjà de persones vivint en cada habitatge era de 3,66 i el nombre mitjà de persones que vivien en cada família era de 4,01.
Per edats la població es repartia de la següent manera: un 33,3% tenia menys de 18 anys, un 12,1% entre 18 i 24, un 28,2% entre 25 i 44, un 14,1% de 45 a 60 i un 12,4% 65 anys o més.
L'edat mediana era de 27 anys. Per cada 100 dones de 18 o més anys hi havia 96,6 homes.
La renda mediana per habitatge era de 23.646 $ i la renda mediana per família de 24.063 $. Els homes tenien una renda mediana de 23.177 $ mentre que les dones 17.778 $. La renda per capita de la població era de 8.679 $. Aproximadament el 20% de les famílies i el 18,9% de la població estaven per davall del llindar de pobresa.

## Poblacions més properes
El següent diagrama mostra les poblacions més properes.